# Haemaphlebia atripalpis
Haemaphlebia atripalpis là một loài bướm đêm trong họ Noctuidae.